# Мерилін Фрай
Мерилін Фрай (англ. Marilyn Frye; 1941, Талса, штат Оклахома) — американська вчена, філософ і теоретик радикального фемінізму. Відома теоріями про сексизм, расизм, пригнічення та сексуальність. Її твори також порушують теми переваги білих, чоловічих привілеїв та маргіналізації геїв і лесбійок. Хоча вона підходить до питань з точки зору справедливості, Фрай також займається метафізикою, епістемологією та моральною психологією соціальних категорій. Авторка класичної для феміністської фемінізму збірки з 9 есеїв «Політики реальності» (1983), де концептуалізує фундаментальні питання феміністської теорії: утиск, сексизм, владу, расизм.

## Освіта та кар'єра
Фрай здобув ступінь бакалавра філософії з відзнакою в Стенфордському університеті в 1963 році й ступінь доктора філософії в Корнелльському університеті в 1969 році. Вона написала свою дисертацію під назвою «Значення та ілокутивна сила» під керівництвом Макса Блека. До приходу в Університет штату Мічиган у 1974 році вона викладала на кафедрі філософії в Університеті Піттсбурга. З 2003 року до виходу на пенсію Фрай була заслуженою професоркою університету в Університеті штату Мічиган; вона також обіймала посаду заступниці декана з аспірантури Коледжу мистецтв і літератури. 2008 року вона була лекторкою Фі Бета Каппа Romanell.

## Дослідження та публікації
Фрай є авторкою «Політики реальності» (1983), збірки з дев'яти есеїв, яка стала «класикою» феміністської філософії, де вона концептуалізує фундаментальні питання феміністської теорії. У першому есеї, "Утиск" (Oppression), вона пояснює структурне бачення гноблення та чому люди не помічають його (аналогія пташки в клітці). У другому есеї, "Сексизм", чітко ілюструє сексизм як специфічну форму утиску. Як філософ, Фрай ґрунтує свої аргументи на епістеміологічних та етичних питаннях. Есей "Про розділення та владу" (On Separation and Power) є виправданням окремого простору для пригноблених груп. Есей "Про буття білою" (On Being White) є прикладом радикальної лесбійської феміністки-філософа говорити крізь процес аналізу її власних установок щодо расизму та як це вписується у фемінізм.
У розділі «Пригнічення» в книзі «Феміністські кордони» Фрай обговорює ідею подвійного зв'язку. Це подвійне послання стосується «ситуацій, в яких вибір зведений до мінімуму, кожна альтернатива веде до покарання, осуду або позбавлення». Фрай застосовує цей принцип до проблеми, з якою жінки часто стикаються під час обговорення проблеми гноблення. Наприклад, коли в суспільстві прийнятною думкою вважається, що жінка не повинна бути сексуально активною і, також навпаки, не повинна бути пасивною, «мужененависницею» або «скутою». І якщо жінку зґвалтують, тоді її гетеросексуальна активність стане основою для припущення, що їй це сподобалося. Якщо ж вона не була гетеросексуально активною, то і це стане основою для припущення, що їй це сподобалося (бо, ймовірно, вона «вся затиснута і пригнічена»). У будь-якому випадку це призводить до висновків, що жінка хотіла бути зґвалтованою, а отже, жодного зґвалтування не було. Подібна відсутність вибору настільки глибоко проникає в повсякденне життя жінок, що навіть такі дрібниці, як зовнішній вигляд або ведення нею діалогу, критикують. Фрай визнає, що чоловіки також стикаються з подібними проблемами, але диференціює проблеми чоловіків та жінок через метафору пташиної клітини. Кожен індивідуальний випадок щодо жінок можна розглядати як один прут клітки: він не може заподіяти їй шкоди, хіба що зовсім випадково. Але в клітці цих прутів багато, і якщо розглянути їх цілісно та глобально можна зрозуміти, чому ж птах не відлітає. Цю повну відсутність вибору Фрай описує як кульмінацію проблем, з якими стикаються жінки, яких так «знерухомлюють» і чому їхнє протистояння гнобленню, на відміну від чоловічого, є істинним і ненадуманим.
Фрай відкрита лесбійка і велика частина її робіт досліджує соціальні категорії, зокрема, ті, що ґрунтуються на расі та статі.

## Нагороди та відзнаки
- У 2001 році Товариство жінок у філософії назвало Фрай найкращою жінкою-філософом[10][11]
- Фрай була обраною професоркою філософії Phi Beta Kappa Романелл на 2007—2008 роки. Щорічна нагорода професора Романелла «визнає видатні досягнення одержувача та істотний внесок у суспільне розуміння філософії». Лауреатки та лауреати цієї нагороди також пропонують низку лекцій, відкритих для громадськості; Серія Фрая мала назву «Види людей: онтологія та політика».[12]

### Книги
- Frye, Marilyn (1983). The politics of reality: essays in feminist theory. Trumansburg, New York: Crossing Press. ISBN 9780895940995.
- Frye, Marilyn (1992). Willful virgin: essays in feminism, 1976-1992. Freedom, California: Crossing Press. ISBN 9780895945532.
- Frye, Marilyn; Hoagland, Sarah Lucia (2000). Feminist interpretations of Mary Daly. Re-reading the cannon. University Park, Pennsylvania: Pennsylvania State University. ISBN 9780271020198.

### Розділи в книгах
- «Категорії та дихотомії», Енциклопедія феміністських теорій, ред., Кодекс Лорейн, Нью-Йорк: Рутледж, (2000)
- «Есенціалізм/етноцентризм: провал онтологічного лікування», Чи мертвий академічний фемінізм? Теорія на практиці, ред., Центр передових феміністичних досліджень при Університеті Міннесоти, NYU Press, (2000)
- Frye, Marilyn (2005), Oppression, у Cudd (ред.), Feminist theory: a philosophical anthology, Oxford, UK Malden, Massachusetts: Blackwell Pub, с. 84—90, ISBN 9781405116619.
- Frye, Marilyn (2005), Categories in distress, у Andrew (ред.), Feminist interventions in ethics and politics: feminist ethics and social theory, Lanham, Maryland: Rowman & Littlefield Publishers, с. 41—58, ISBN 9780742542693.

### Журнальні статті
- «Необхідність відмінностей: побудова позитивної категорії жінок», ЗНАКИ: Журнал жінок у культурі та суспільстві, том 21, № 4, літо (1996)